# Seznam angolskih pesnikov
Seznam angolskih pesnikov.

## A
- Henrique Abranches
- Antero Abreu
- Mario Antonio

## B
- Arlindo do Carmo Pires Barbeitos

## C
- Viriato da Cruz

## D
- Maria Alexandre Dáskalos

## F
- Lopito Feijoó

## G
- Zeto Cunha Gonçalves
- Luís Filipe Guimarães da Mota Veiga

## J
- António Jacinto

## K
- Luís Kandjimbo

## L
- Alda Lara
- Manuel dos Santos Lima

## M
- Jorge Macedo
- José Luís Mendonça

## N
- António Agostinho Neto
- Eugenia Netto

## P
- Carlos Pimentel

## R
- Manuel Rui

## S
- Ana Santana
- Aires de Almeida Santos
- Arnaldo Santos
- Monteiro Santos

## T
- Paula Tavares

## V
- Tomáz Vieira da Cruz